# Robert d’Harcourt
Robert d’Harcourt (* 23. November 1881 in Lumigny; † 18. Juni 1965 in Pargny-lès-Reims) war ein französischer Germanist und Mitglied der Académie française.

## Leben
Robert d’Harcourt war der Neffe von Albert de Mun. Er wuchs im Schloss von Lumigny (60 km südöstlich Paris) und im Schloss von Grosbois-en-Montagne (40 km westlich Dijon) auf. Er studierte am Institut Catholique de Paris und habilitierte sich 1913 an der Sorbonne (bei Henri Lichtenberger) mit einer Arbeit über Conrad Ferdinand Meyer. Im Ersten Weltkrieg meldete er sich freiwillig an die Front, wurde 1916 verwundet und gefangen genommen. Dreimal versuchte er (von Hammelburg, Weismain und Lagerlechfeld) zu fliehen, wurde beim letzten Versuch schwer verwundet und im Frühjahr 1918 nach Frankreich abgeschoben. Ab 1920 war er am Institut Catholique Dozent für Germanistik, von 1925 bis 1957 ordentlicher Professor. Er publizierte vor allem über Goethe und Schiller.
Der konservative Katholik, der viel in Deutschland gereist war, erkannte früh den verbrecherischen Kern des Nationalsozialismus und engagierte sich während des Zweiten Weltkriegs in der intellektuellen Résistance. Zwei seiner Söhne wurden ins Konzentrationslager Buchenwald deportiert. 1946 wurde er auf den Sitz Nr. 14 der Académie française gewählt. In sieben Büchern stellte er zwischen 1948 und 1964 das Nachkriegsdeutschland als vertrauenswürdigen Partner Frankreichs dar.
Er starb 1965 im Alter von 83 Jahren. In Pargny-lès-Reims ist eine Straße nach ihm benannt.

## Werke

### Germanistische Landeskunde
- L’Évangile de la force. Le visage de la jeunesse du IIIe Reich. Plon, Paris 1936. Arctic, Paris 2006.
- Catholiques d’Allemagne. Plon, Paris 1938.
- Comment traiter l’Allemagne ? Tallandier, Paris 1946.
- Le nazisme peint par lui-même. Éditions de „la Revue des jeunes“, Paris 1946.
- Les Allemands d’aujourd’hui. Hachette, Paris 1948.
- Visage de l’Allemagne actuelle. Flammarion, Paris 1950.
- L’Allemagne est-elle inquiétante ? Flammarion, Paris 1954.
- (mit anderen) Dix ans d’effort pour unir l’Europe. Paris 1955.
- Konrad Adenauer. Editions universitaires, Paris 1955.
- L’Allemagne d’Adenauer. Flammarion, Paris 1958.
- L’Allemagne et l’Europe. Payot, Paris 1960.
- L’Allemagne d’Adenauer à Erhard. Flammarion, Paris 1964.

### Germanistische Literaturwissenschaft
- C. F. Meyer. La Crise de 1852-1856. Lettres de C. F. Meyer et de son entourage. Alcan, Paris 1913.
- Conrad Ferdinand Meyer. Sa vie, son œuvre (1825–1898). Alcan, Paris 1913.
- La jeunesse de Schiller. Plon, Paris 1928.
- (Übersetzer) Romano Guardini: L’esprit de la liturgie. Plon, Paris 1929, 1949. Parole et silence, Paris 2007.
- (Übersetzer) Schiller: Intrigue et amour. Aubier, Paris 1930. Montaigne, Paris ohne Jahr.
- L’éducation sentimentale de Goethe. Armand Colin, Paris 1931.
- Goethe et l’art de vivre. Payot, Paris 1935.
- (Übersetzer) Poèmes philosophiques de Schiller. Aubier, Paris 1944.
- La religion de Goethe. Le Roux, Straßburg 1949.